# Processor Direct Slot

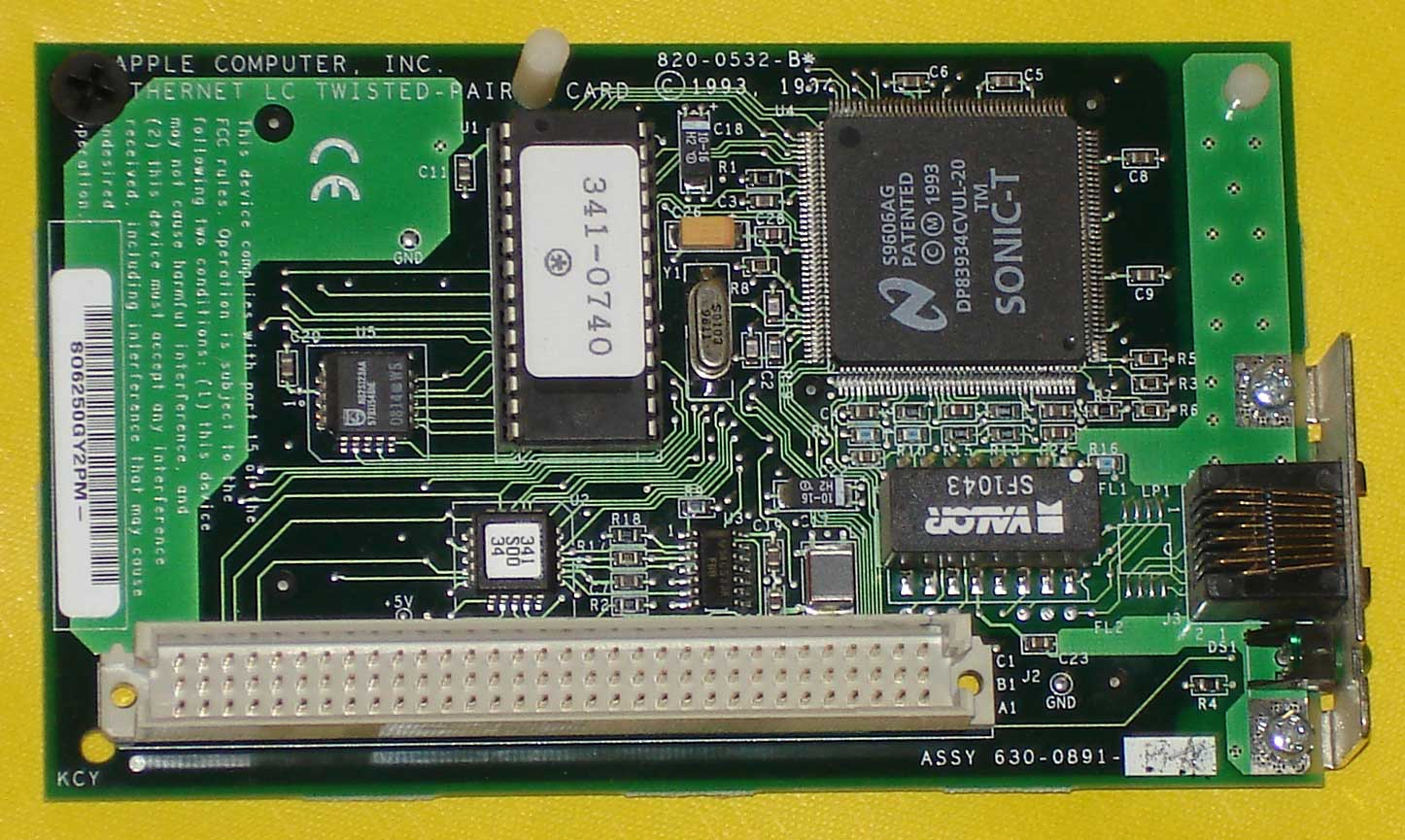
Targeta d'Ethernet LC PDS. El connector PDS es troba a la part inferior esquerra de la foto. La targeta va ser muntada paral·lelament a la placa lògica principal, a diferència de la majoria dels busos informàtics on les targetes s'insereixen en angle recte amb la placa base.

Processor Direct Slot (Ranura Directa al Processador) o PDS, va ser una solució (de fet, tot un seguit de solucions diferents) introduïda per Apple Computer, en diversos dels seus models Macintosh, per a proporcionar una mesura limitada d'ampliació de maquinari, sense anar-se'n a la despesa (tant en espai físic com en preu de venda) de proporcionar ranures del bus d'expansió de ple dret.
Típicament, una màquina presentaria ranures d'expansions de bus múltiples, si n'hi ha. Tanmateix, mai va haver més d'una ranura PDS. En lloc de proporcionar un protocol de comunicació sofisticat, amb l'arbitratge entre els diferents bits de maquinari que podrien estar intentant utilitzar el canal de comunicació al mateix temps, la ranura PDS, majoritàriament, només donava accés directe als senyals dels pins de la CPU.
Així, les ranures PDS tendien a ser específiques de la CPU, i una targeta dissenyada per a la ranura PDS del Macintosh SE/30 basat en un Motorola 68030 no funcionaria al Quadra 700 basat en el Motorola 68040.
L'única excepció notable va ser el disseny PDS per a l'original Macintosh LC basat en el Motorola 68020. Aquest va ser el primer intent d'Apple de fabricar un Mac de «baix cost», i va ser un èxit tan gran que, quan els models posteriors van reemplaçar la CPU amb un 68030, un 68040, i més tard un processador PowerPC, es va trobar una manera de mantenir la ranura PDS compatible amb el LC original, de manera que les mateixes targetes d'expansió van continuar funcionant.

## Similituds amb AGP
El Port Gràfic Avançat o AGP, que era l'estàndard més estès per a la connexió de targetes gràfiques per a plaques mare de PC des de 1997 fins al 2005, es troba en algun lloc entre un PDS i un bus. Igual que un PDS, no hi ha gens d'arbitratge del bus, així només es pot tenir una targeta AGP per sistema; però, funciona a un nivell més alt que un PDS, ja que és «CPU-agnòstic», i les targetes AGP poden ser dissenyades per treballar en PCs basats en Intel o AMD, així com Macs d'Apple i altres plataformes informàtiques.